# Modello di trasporto idrologico

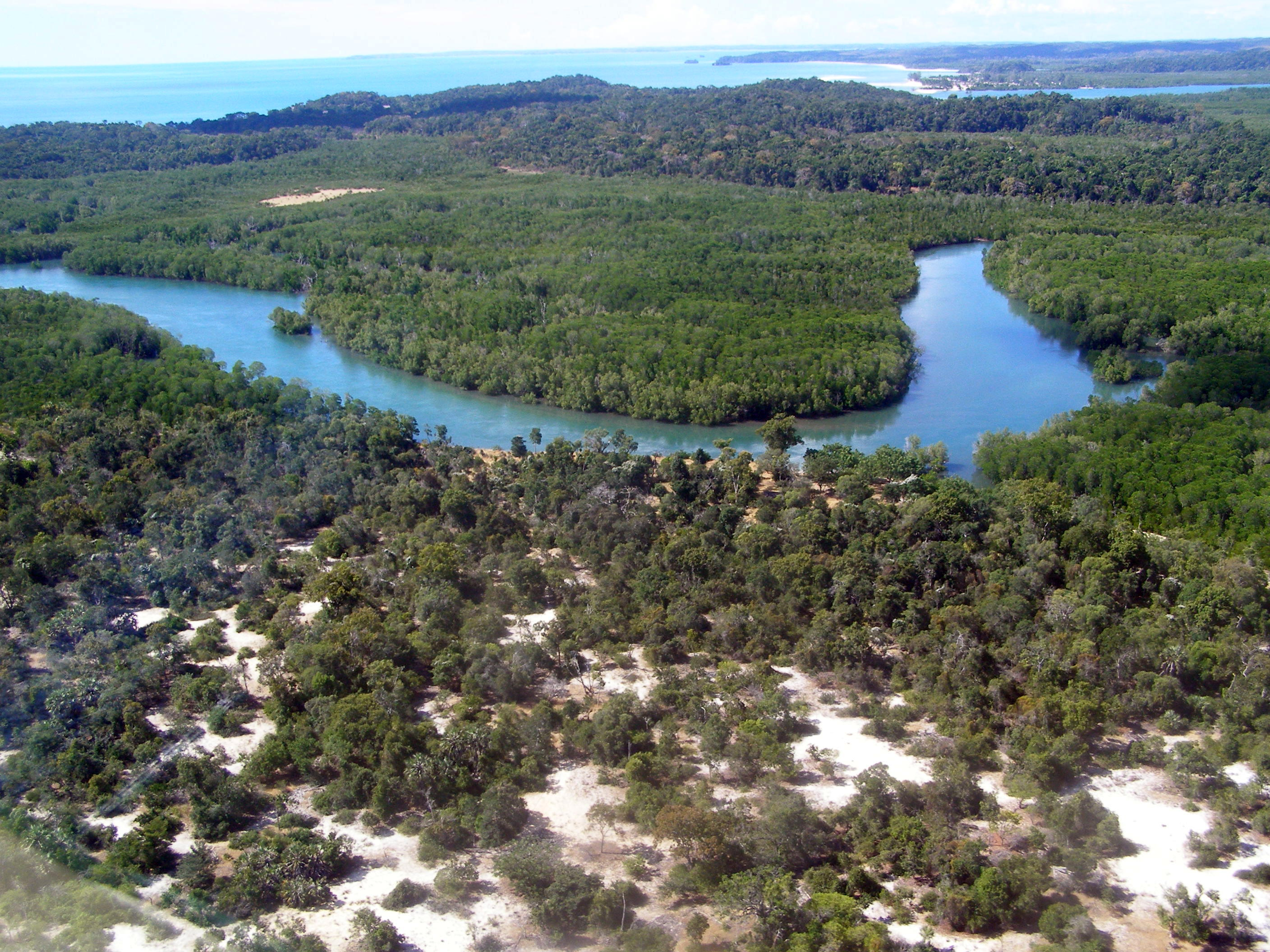
Fiume del Madagascar con un limitato carico di sedimenti.

Un modello di trasporto idrologico è un modello matematico usato per simulare il flusso di un fiume o della sua corrente e per calcolare i parametri della qualità dell'acqua. Questi modelli furono introdotti negli anni 1960 e 1970 in seguito alla richiesta di valutazioni numeriche della qualità dell'acqua da parte delle legislazioni sul Diritto dell'ambiente, mentre nel contempo diveniva disponibile una più adeguata capacità computazionale. Lo sviluppo della modellazione partì dagli Stati Uniti e dall'Inghilterra per divenire poi gradatamente di uso comune in moltissimi altri paesi.

## Caratteristiche
Sono oggi disponibili decine di modelli di trasporto diversi che si possono raggruppare a seconda degli inquinanti investigati o della complessità delle fonti di inquinamento; i modelli possono basarsi su uno stato stazionario o su uno dinamico, oppure offrire modellazioni in funzione del tempo. Possono inoltre essere capaci di fornire previsioni distribuite, cioè su molti aspetti di un fiume, oppure su singoli raggruppamenti.
Un modello basilare è in grado di trattare un solo agente inquinante proveniente da un singolo punto di accesso. Modelli più complessi sono capaci di gestire varie sorgenti lineari di ruscellamento che vanno ad aggiungersi alle fonti di contaminazione da sorgenti puntuali, e sono anche in grado di tener conto di una varietà di sostanze chimiche e di sedimenti di un ambiente dinamico che include l' stratificazione verticale del fiume e le interazioni degli inquinanti con l'intero sistema biotico. Può inoltre venir presa in considerazione anche l' acqua sotterranea risultante dal drenaggio del bacino idrografico. Un modello viene infine definito "a base fisica" se i suoi parametri possono essere misurati direttamente sul posto.
I modelli possono anche avere moduli separati per investigare singoli parametri del processo di simulazione. Il modulo più comune è un sottoprogramma per il calcolo del ruscellamento, che permette di includere le varianti del tipologia del suolo, della sua utilizzazione, della topografia, della copertura vegetazionale, delle precipitazioni meteorologiche e dell'intensità di sfruttamento del terreno e del ricorso ai fertilizzanti.
Il concetto di modellazione idrologica, seppur nato per i corsi d'acqua, può essere esteso anche ad altri ambienti come le acque marine o oceaniche.